# Indiebookday

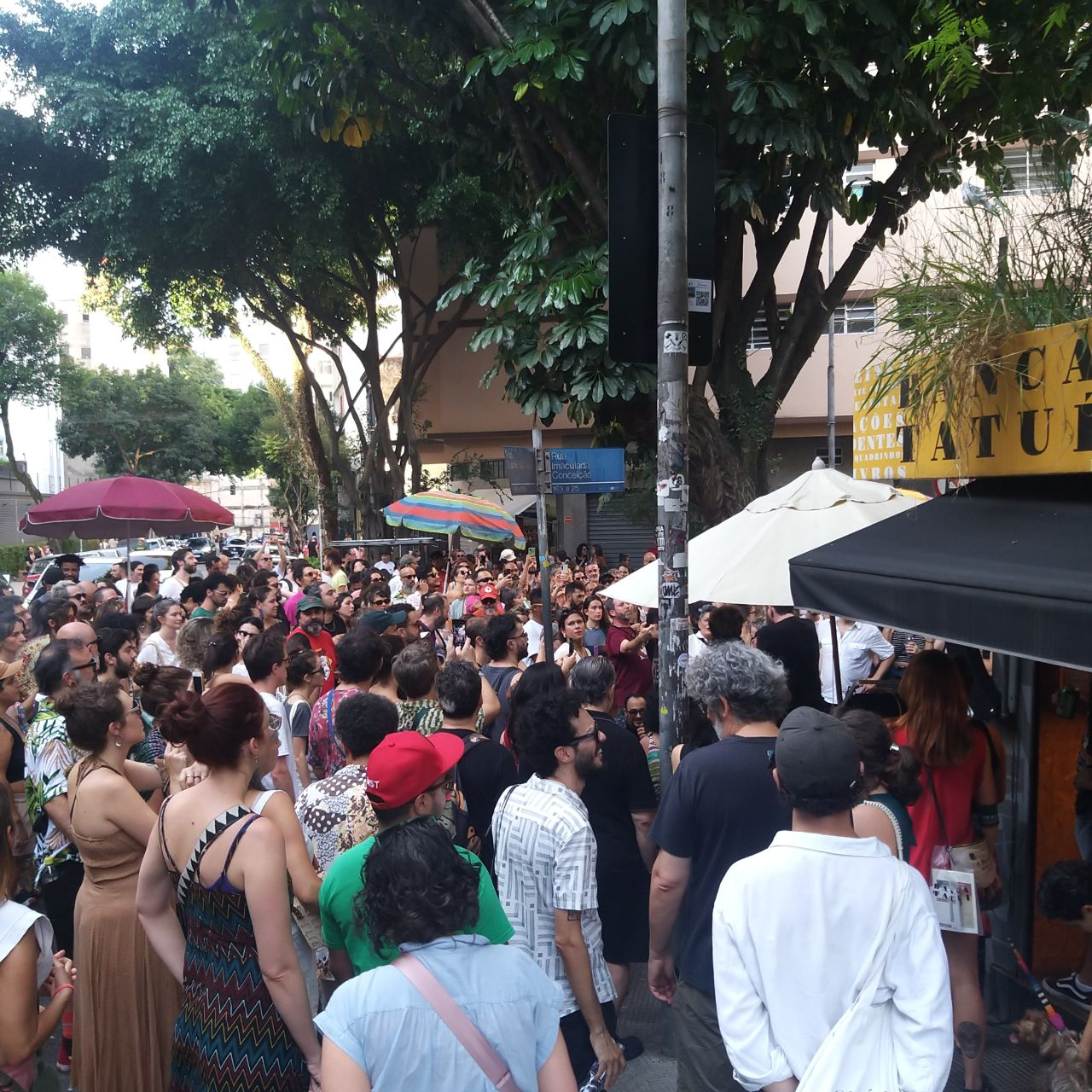
Indiebookday de 2024 na Banca Tatuí

Indiebookday ou Indie Book Day (traduzido como "Dia do Livro Independente", em português) é uma iniciativa mundial que incentiva o consumo e a circulação de livros de editoras independentes. Nessa data, os leitores são incentivados a adquirir um livro em uma livraria e compartilhá-lo nas redes sociais com a hashtag #indiebookday. Emprega-se o termo em inglês em todos os países participantes com o objetivo do diálogo ser global.
O primeiro Indiebookday aconteceu em 2013 por iniciativa de uma editora independente de Hamburgo, na Alemanha, Mairisch. No Brasil, a iniciativa partiu dos editores Gustavo Faraon, da Dublinense, e de João Varella, da Banca Tatuí e Lote 42, em 2017. No primeiro ano, o evento contou com o apoio de mais de 60 livrarias;
Na data, que sempre ocorre em março, é pedido que os leitores façam postagens nas redes sociais com a hashtag #indiebookday mostrando livros independentes.